# Stohnaia, Rezina
Stohnaia este un sat din cadrul orașului Rezina din raionul Rezina, Republica Moldova.